# Kobylí Drač
Kobylí Drač (v roce 1837 německy Koblitratsch) je název rybníka, který se nachází na bezejmenném levostranném přítoku Cehnického potoka nedaleko jihočeské Sudoměře. Rybník má skoro čtvercový obrys o délkách stran 200 a 180 m. Voda do něj přitéká potokem od východu a odtéká na západ do rybníka Šilhavý. Okolí rybníka tvoří les a stromy. Na hrázi vede cesta spojující silnici vedoucí z Ražic do Sudoměře s Mladějovicemi. Rybník vznikl před rokem 1837. Původně byla hráz i na jeho severní straně a okolí tvořily převážně louky.

## Galerie

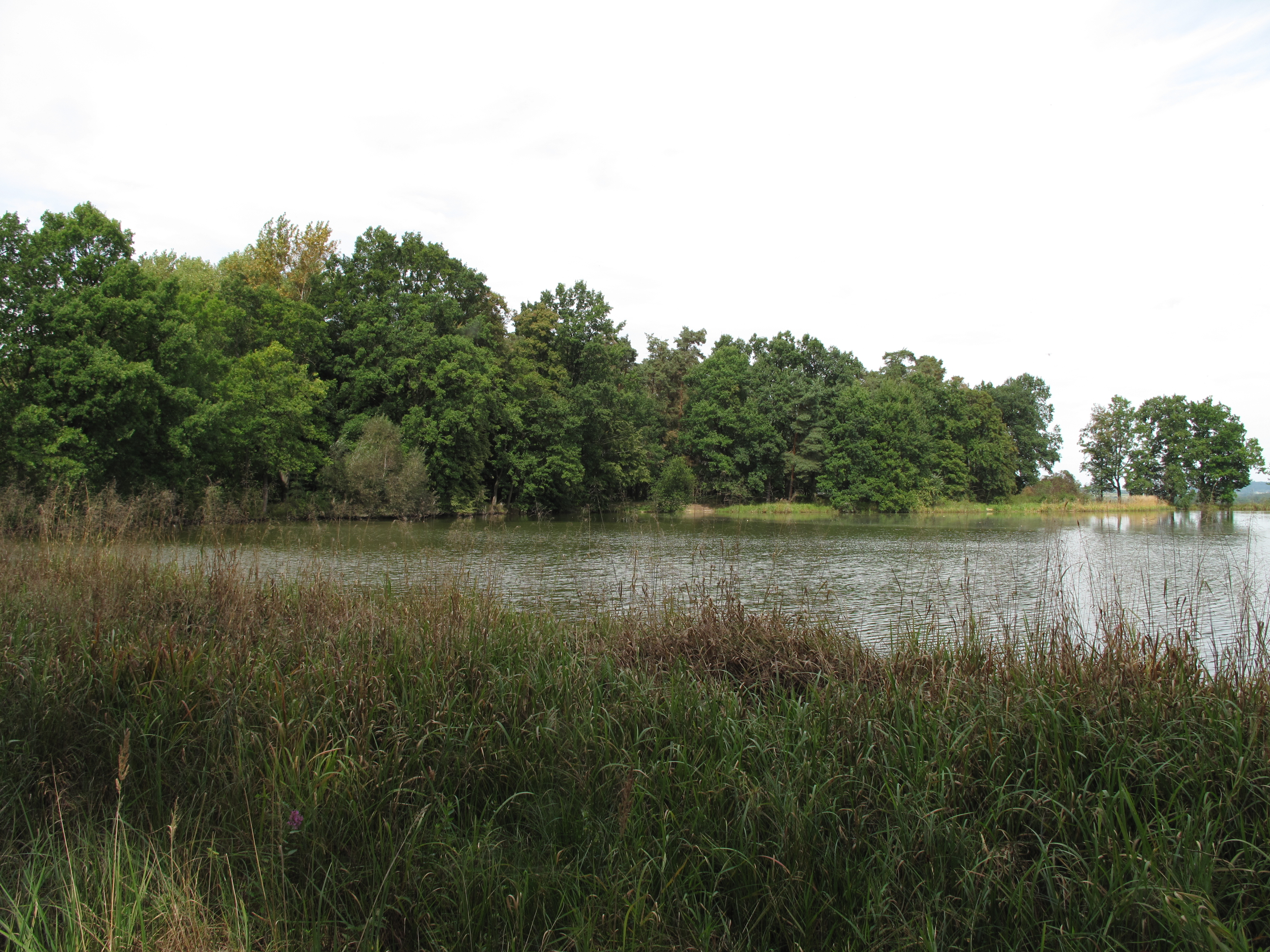
Pohled na hráz
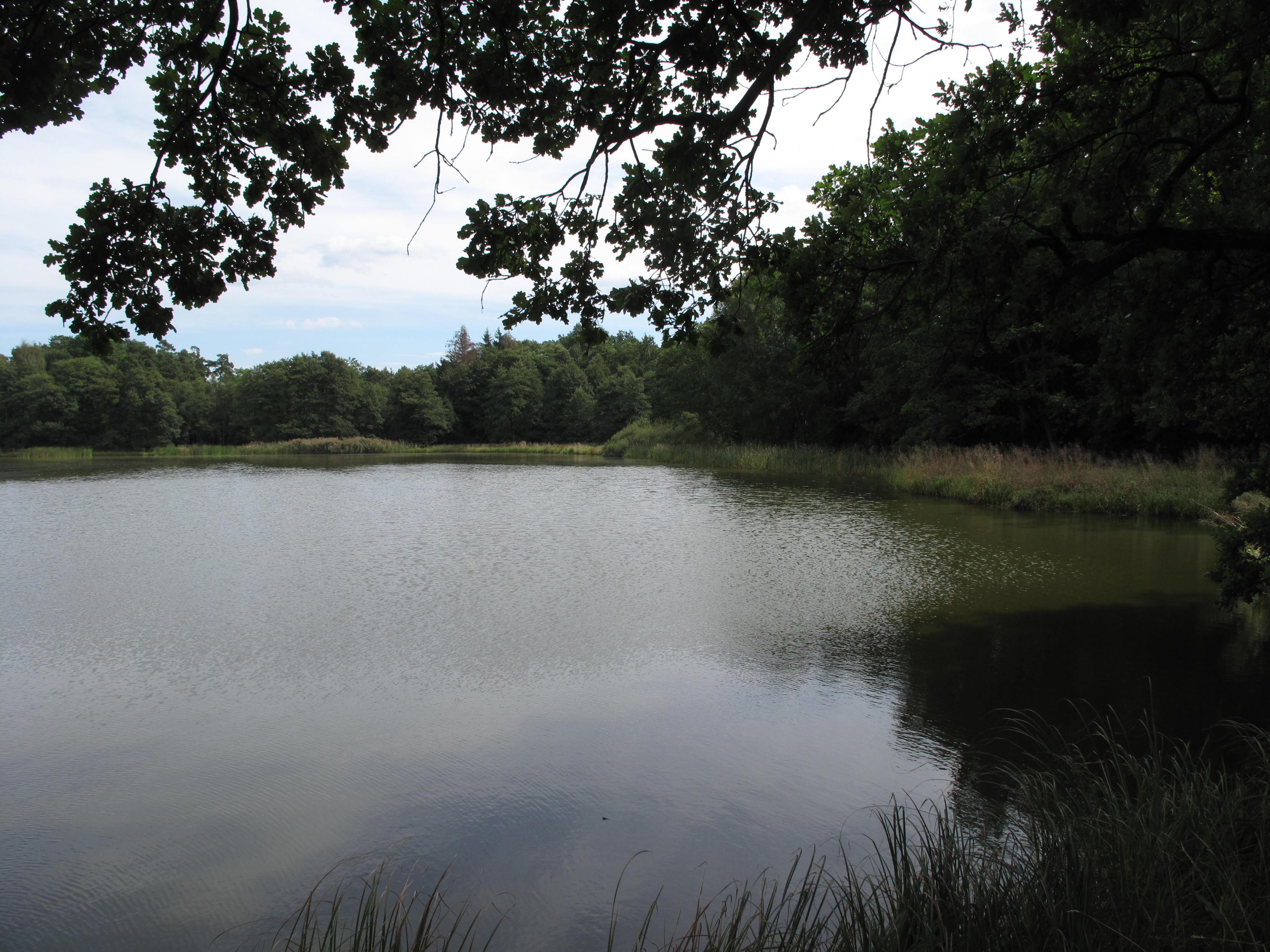
Pohled z hráze
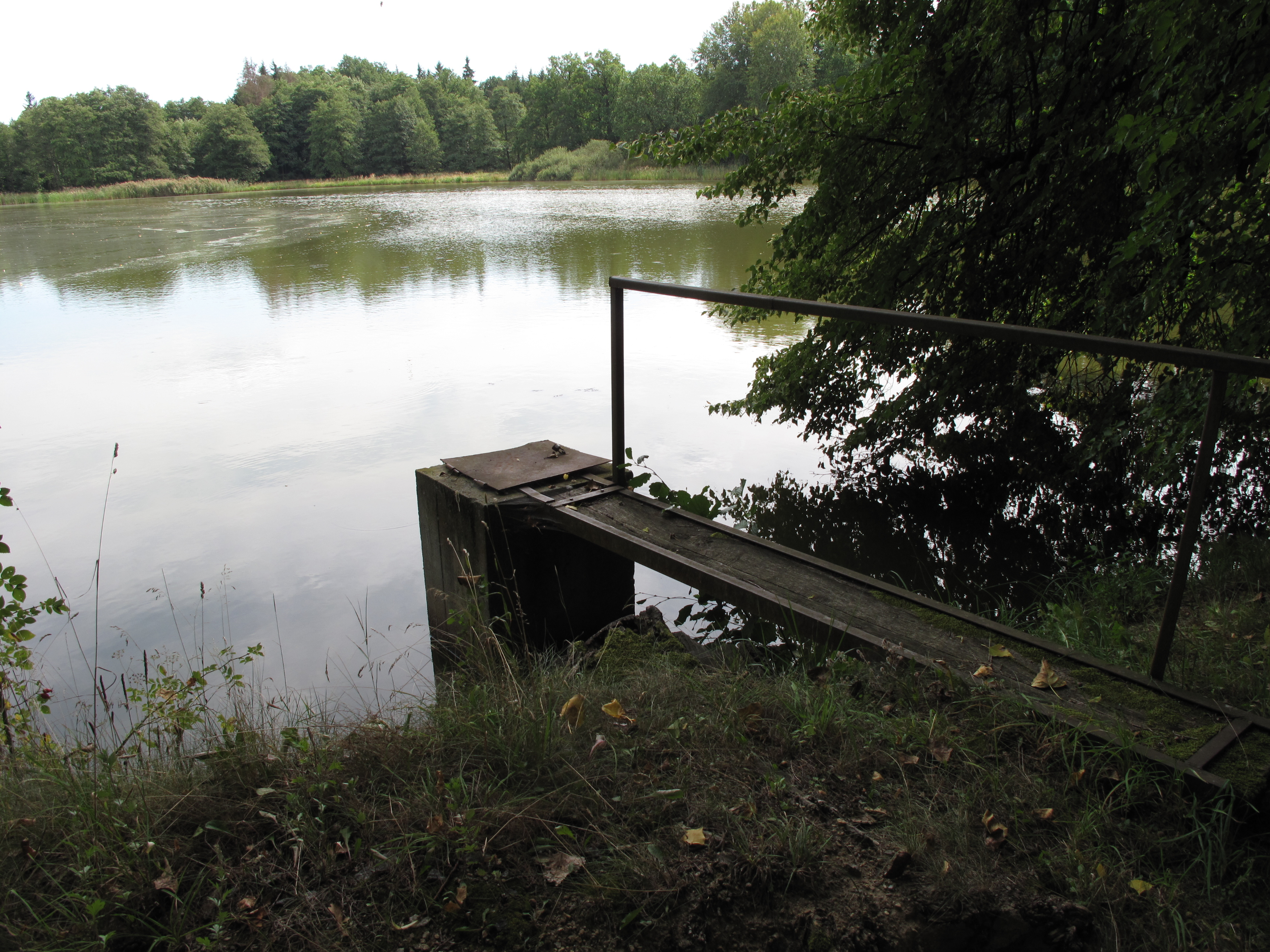
Stavidlo